# Quarantaine-le-roi
La quarantaine-le-roi est un délai de quarante jours mis en place en France au XIIIe siècle cherchant à éviter des guerres privées en instituant un temps de réflexion obligatoire de quarante jours. La protection s'étend à l'ensemble des parents et amis des adversaires. L'objectif est de réduire le risque de guerre en baissant la tension et en laissant le temps à toutes les parties de trouver un accord.
La paternité de cette institution, attribuée à Louis IX ou à Philippe Auguste, est discutée. Un mandement émis par Jean II le Bon en 1354 reconnaît Louis IX comme celui qui a légiféré sur le sujet, mais probablement en s'inspirant de pratiques qui existaient bien déjà avant son règne.
Elle s'inscrit dans un contexte de guerres intestines, et d'une volonté de rétablissement de l'autorité des rois de France. Ces derniers cherchent à maintenir une « paix du roi » en se reservant le domaine de la guerre. Elle est ainsi accompagnée de plusieurs mesures, comme la mise en place de l'asseurement par Louis IX, ou son interdiction des guerres dans le royaume en 1258.